# Yuli Gusman
Yuli Gusman (8 de agosto de 1943) é um diretor de cinema russo.